# Betty Heidler
Betty Heidler (* 14. Oktober 1983 in Ost-Berlin) ist eine ehemalige deutsche Hammerwerferin.

## Sportliche Erfolge
2001 und 2002 wurde sie Deutsche Jugendmeisterin, und von 2002 bis 2005 war sie ununterbrochen Deutsche Juniorenmeisterin. 2005 wurde sie U23-Vizeeuropameisterin.
Bei ihren ersten Wettkämpfen im Erwachsenenbereich belegte Betty Heidler Platz elf bei den Weltmeisterschaften 2003 in Paris/Saint-Denis und Platz vier bei den Olympischen Spielen 2004 in Athen. 2005 wurde sie erstmals Deutsche Meisterin, scheiterte aber bei den Weltmeisterschaften in der Qualifikation. 2006 verteidigte sie, wie bis 2012 in jedem Jahr, ihren nationalen Meistertitel und schloss die Saison mit einem Sieg beim Leichtathletik-Weltfinale in Stuttgart ab, nachdem sie bei den Europameisterschaften mit 70,89 m den fünften Platz belegt hatte.
Bei der Universiade 2009 in Belgrad siegte Heidler mit Meisterschaftsrekord von 75,83 m.
Ihren größten Erfolg feierte sie bei den Weltmeisterschaften 2007 in Osaka. Mit einer Weite von 74,76 m wurde sie Weltmeisterin mit zwei Zentimetern Vorsprung vor der Kubanerin Yipsi Moreno. Im Jahr darauf erreichte sie bei den Olympischen Spielen in Peking nach zwei ungültigen Versuchen im Vorkampf mit 70,06 m den neunten Rang, nachdem sie in der Qualifikation 71,51 m geworfen hatte. Mit einem deutschen Rekord von 77,12 m wurde Betty Heidler bei den Weltmeisterschaften 2009 in Berlin Vizeweltmeisterin. Sie musste sich dabei nur der Weltrekord (77,95 m) werfenden Polin Anita Włodarczyk geschlagen geben. Bei den Europameisterschaften 2010 in Barcelona gewann sie Gold.
Am 21. Mai 2011 stellte Heidler beim Internationalen Werfer-Meeting in Halle (Saale) mit 79,42 m einen neuen Weltrekord auf. Bei den Weltmeisterschaften 2011 in Daegu warf sie 76,06 m weit und gewann die Silbermedaille. Im selben Jahr wurde sie zu Deutschlands Leichtathletin des Jahres gewählt.
2012 scheiterte sie bei den Europameisterschaften in Helsinki überraschend in der Qualifikation. Heidler qualifizierte sich jedoch für die Olympischen Spiele in London. In London holte Heidler mit 77,13 m die Silbermedaille, nachdem einer ihrer Versuche aufgrund eines Softwarefehlers, der von einem Kampfrichterfehler ausging, da Heidlers Weite genau der von der vor ihr werfenden Athletin entsprach, nicht in die Ergebnisliste aufgenommen wurde. Nach Angaben Heidlers war sofort klar, dass der Versuch „im System“ war. Die Weite wurde später auf 77,12 m korrigiert und der Protest der chinesischen Mannschaft abgewiesen, deren Athletin Zhang  Wenxiu durch die Entscheidung von Platz drei auf Platz vier zurückgefallen war. Bei den Weltmeisterschaften 2013 in Moskau scheiterte sie in der Qualifikation. Bei den Europameisterschaften 2016 in Amsterdam gewann sie die Silbermedaille. Bei den Olympischen Spielen in Rio de Janeiro 2016 belegte sie Platz vier. Mit einem Wurf auf 74 m bei einem Wettbewerb auf Borkum beendete Heidler am 10. September 2016 ihre sportliche Karriere. Am 11. Oktober 2016 wurde bekannt, dass Betty Heidler nachträglich die Silbermedaille bei den Olympischen Spielen 2012 in London zugesprochen bekommt, da die ursprüngliche Siegerin, Tatjana Lyssenko, gedopt war. Heidler rückt damit auf den zweiten Platz vor.
Für ihre Leistungen wurde sie am 7. Dezember 2012 vom Bundespräsidenten mit dem Silbernen Lorbeerblatt ausgezeichnet.

## Sonstiges
Betty Heidler ist 1,75 m groß. Sie startete für die LG Eintracht Frankfurt und ihr Trainer war Michael Deyhle. Sie war Mitglied der Sportfördergruppe der Bundespolizei und absolvierte ab Oktober 2007 an der Fernuniversität in Hagen berufsbegleitend ein Studium zum Bachelor of Laws. Ab dem Wintersemester 2008/09 studierte sie Rechtswissenschaft an der Johann-Wolfgang-Goethe-Universität Frankfurt am Main. Im Herbst 2013 wechselte Heidler an die Humboldt-Universität zu Berlin und bestand dort im Herbst 2020 die Erste Juristische Staatsprüfung. Nach dem Abschluss eines Masterstudiums zur Erlangung der Laufbahnbefähigung für den höheren Dienst der Bundespolizei bekleidet sie inzwischen das Amt einer Polizeioberrätin. 
Heidler ist eine Urenkelin des Berliner Hochspringers Martin Riefstahl, der Teilnehmer und Fackelträger der Olympischen Spiele 1936 in Berlin war, und eine Großcousine der Hürdensprinterin Cornelia Oschkenat.

## Auszeichnungen
- Silbernes Lorbeerblatt 2012
- Rudolf-Harbig-Gedächtnispreis 2014
- Hessens Sportlerin des Jahres 2006, 2007, 2010, 2011, 2012